# مؤرج السدوسي
مؤرِّج بن عمرو بن الحارث بن ثور بن حرملة بن علقمة السَّدوسي البصري (ت 195 هـ / 810 م)، ينتهي نسبه إلى ربيعة بن نزار بن معد بن عدنان، عالم بالعربية والأنساب، من أهل البصرة، كنيته: أبو الفيد. والفيد: رائحة الزَّعفران، والفيد أيضًا أن يتبختَر في مشيه أو عنقه من الخيلاء. كان المؤرّج السَّدوسيّ من العلماء المشهود لهم بالثقة والدّراية في علوم العربيّة.

## النشاة
قال ابن الربيع في كتابه (سؤالات السجزي للحاكم) "وسمعته يقول المؤرج بن عمرو السدوسي بصريٌ نزلَ مرو".
نشأ في البصرة مهد علوم العربية، فتلقّى عن أجلاّء علمائها كالخليل بن أحمد وأبي عمرو، ثم لقي مكانةً كبرى عند الخلفاء منهم المأمون. ورحل معه من العراق إلى خراسان، وسكن مدينة مرو، وقَدِم نيسابور وأقام فيها وكتب عنه مشايخها.

## الشعر
كان المؤرِّج شاعراً. وإنْ لم يصل من شعره إلا قلّة نادرة، ولكن يكفيه تقديراً واعترافاً بعلوّ كعبه في هذا المضمار أن يختار له أبو تمام بيتين في حماسته. ويقال إنّ المعتَضِدَ استنشد بعض أصحابه أحسنَ ماقيل في الفراق فأنشده لمؤرّج السَّدوسيّ:
ومما يشبه ذلك قوله:
قال عنهما أهل الأدب: وهذان البيتان لمؤرّج من أحسن ما قيل في معناهما، وهما يتردّدان كثيراً في المصادر.

## المولفات
ذكرت المصادر له كتباً معدودة منها:
- «الأنواء» .
- كتاب «غريب القرآن».
- كتاب «جماهير القبائل».
- كتاب «المعاني».

ومن كتبه المطبوعة:

كتاب «الأمثال»: ويُعَدُّ أقدم كتاب وصل إلينا في الأمثال بعد كتاب الأمثال للمفضّل الضبّيّ المتوفى في 170هـ.يُقدر المرء عند قراءة هذا الكتاب الصغير في الأمثال أن صاحبه كان لغوياً لكثرة الشروح اللغوية فيه. واستشهاده بالشعر العربي الذي بلغ قريباً من مئتي بيت، وردت في سبعة عشر ومئة مثَل.
- كتاب «حذف من نسب قريش».

## وفاته
قال السيوطي: مات المؤرّج سنة خمس وتسعين ومئة. وقيل: عاش إلى بعد المئتين.
وقال ابن النديم في الفهرست: توفي في اليوم الذي توفي فيه أبو نواس الشاعر.